# Chrysopa excepta
Chrysopa excepta är en insektsart som beskrevs av Banks 1911. Chrysopa excepta ingår i släktet Chrysopa och familjen guldögonsländor. Inga underarter finns listade i Catalogue of Life.